# San José Pajonal
San José Pajonal es una localidad del municipio de Nacajuca ubicado en la subregión centro del estado mexicano de Tabasco.

## Geografía
La localidad de San José Pajonal se sitúa en las coordenadas geográficas 18°14′02″N 93°00′20″O / 18.233889, -93.005556, a una elevación de 1 metro sobre el nivel del mar.

## Demografía
Según el Conteo de Población y Vivienda 2020, efectuado por el Instituto Nacional de Estadística y Geografía, la localidad de San José Pajonal tiene 362 habitantes, de los cuales 188 son del sexo masculino y 174 del sexo femenino. Su tasa de fecundidad es de 2.16 hijos por mujer y tiene 80 viviendas particulares habitadas.
| Gráfica de evolución demográfica de San José Pajonal entre 1980 y 2020 |
|                                                                        |
| INEGI.                                                                 |